# Indiangröe
Indiangröe (Glyceria canadensis) är en gräsart som först beskrevs av André Michaux, och fick sitt nu gällande namn av Carl Bernhard von Trinius. Enligt Catalogue of Life ingår Indiangröe i släktet glycerior och familjen gräs, men enligt Dyntaxa är tillhörigheten istället släktet glycerior och familjen gräs. Arten har ej påträffats i Sverige. Inga underarter finns listade i Catalogue of Life.